# Революционная рабочая партия (Боливия)
Революционная рабочая партия, РРП (исп. Partido Obrero Revolucionario, POR) — троцкистская политическая партия в Боливии, расцвет которой пришёлся на конец 1940-х — начало 1950-х годов. Одна из немногих троцкистских партий, пользовавшаяся массовой поддержкой рабочего класса.

## История

### Основание партии
РРП была основана летом 1935 года на съезде в Кордобе (Аргентина), созванном Густаво Наварро (публицистом и теоретиком, а также бывшим консулом во Франции, более известным под псевдонимом Тристан Мароф) и другими боливийскими левыми радикалами. Съезд формально объединил три марксистские организации, находившиеся в изгнании и базировавшиеся в Аргентине (группа «Тупак Амару» Тристана Марофа), Чили («Боливийские левые» Хосе Агирре Гайнсборга) и Перу. Последние две объединились ещё в декабре 1934 года.
На съезде было принято решение о присоединении к Международной левой оппозиции. Одним из инициаторов присоединения к троцкистской оппозиции был Хосе Агирре Гайнсборг, ранее участвовавший в попытках основать в Боливии коммунистическую партию. Одновременно эту партию, определявшую себя как марксистско-ленинскую, пытались связать и с Коминтерном, о чём свидетельствовало присутствие на съезде генерального секретаря Парагвайской коммунистической партии Оскара Крейдта, что было крайне важно для подтверждения интернациональной солидарности боливийских и парагвайских левых в борьбе против Чакской войны.
После окончания в 1935 году Чакской войны лидеры РРП вернулись в Боливию, однако авторитарный, каудилистский стиль руководства Наварро-Марофа, возглавившего Конфедерацию профсоюзов трудящихся Боливии, вызывал всё большие нарекания. Он и его сторонники, в том числе Алипио Валенсия Вега (псевдоним Иван Кесвар), были исключены из РРП на её 2-й конференции в октябре 1938 года и вскоре учредили Социалистическую рабочую партию Боливии, поддержавшую консервативно-олигархический режим генерала Энрике Пеньяранда. Аргентинский коммунист Либорио Хусто писал: «Начиная с разрыва с Х. Агирре Гайнсборгом на съезде ПОР, Т. Мароф показал со всей очевидностью свою тенденцию к размытому, пустому, мелкому «социализму», граничащему с буржуазным либерализмом, не имеющим ничего общего с марксистским классовым, революционным социализмом». После их ухода Агирре Гайнсборг реорганизовал партию на чисто троцкистских позициях, но в том же 1938 году погиб в результате несчастного случая, вывалившись из колеса обозрения.

### Работа в профсоюзном движении
Вторая половина 1930-х годов характеризуются для Боливии установлением прогрессивных хунт сначала полковника Хосе Давида Торо Руйлова (1936—1937), а затем полковника Хермана Буша Бесерра (1937—1939). Их правление было отмечено конфискацией американской нефтяной компании «Standard Oil Company of New Jersey», установлением государственного контроля над горнодобывающей промышленностью и введением трудового законодательства. Страна тогда носила название Боливийской социалистической республики.
Этот период «социалистического милитаризма» связан с развитием профсоюзного движения, внутри которого начинает работать РРП (её основатель Агирре Гайнсборг даже некоторое время был заместителем министра труда, участвовал в разработке нового трудового законодательства и социалистических экспериментах правительства, но вскоре был подвергнут гонениям). РРП, наряду с левонационалистическим Национальным революционным движением (НРД), становится одной из двух наиболее влиятельных партий в шахтёрском движении Боливии. В 1947 году троцкисты и левые националисты формируют Парламентский блок шахтёров (Bloque Parlamentario Minero). Блок действует в качестве фракции в Национальном конгрессе, представляя интересы недавно созданного шахтёрского профсоюза — Федерации профсоюзов рабочих горнорудной промышленности Боливии (ФСТМБ) — одной из самых активных и боевых профсоюзных организаций в стране в то время.  Начинавший свою политическую деятельность в ла-пасской ячейке РРП президент ФСТМБ Хуан Лечин, перейдя в НРД, продолжал поддерживать хорошие отношения с троцкистами из РРП.
В ноябре 1946 года профсоюз горняков принял программу, известную как «Тезисы Пулакайо». В подготовке этого документа принимали участие лидеры РРП, в частности Фернандо Браво Джеймс и Гильермо Лора. «Тезисы Пулакайо» были по существу применением «Переходной программы» Льва Троцкого к конкретным боливийским условиям; в них также отобразилось влияние революционного синдикализма.
В мае 1949 года депутаты Парламентского блока шахтёров были арестованы и сосланы в джунгли, что спровоцировало забастовку шахтёров в Катави, которые взяли в заложники и убили американских управляющих шахты. При подавлении восстания было убито, по разным оценкам, от 150 до 2 тысяч шахтёров.

### Боливийская национальная революция
На прошедших в мае 1951 года президентских выборах победил кандидат НРД Виктор Пас Эстенсоро. С целью недопущения к власти Виктора Пас Эстенсоро в стране произошёл военный переворот, отменивший результаты выборов. После переворота под руководством НРД, РРП и ФСТМБ началось формирование вооружённых отрядов рабочей милиции, атаковавших армейские казармы и вступали в бои с силами хунты. Народное восстание привело к свержению военной хунты в апреле 1952 года, после чего Пас Эстенсоро занял пост президента страны. Тогдашний лидер Четвёртого интернационала Мишель Пабло характеризовал НРД как мелкобуржуазную организацию, которая под своим руководством ведёт антиимпериалистическое и антикапиталистическое массовое движение к поражению.
РРП играла одну из ключевых ролей в создании Боливийского рабочего центра (БРЦ) — новой федерации профсоюзов — в 1952 году. В тот период рабочее движение страны находилось на подъёме. На первомайской демонстрации 1952 года по улицам столицы страны шли 40 тысяч рабочих с оружием в руках. В той ситуации РРП призывала БРЦ взять власть в свои руки. Однако Хуан Лечин и другие профсоюзные лидеры выступали за разграничение власти между профсоюзами и НРД, балансируя между троцкистскими радикалами и умеренным крылом НРД. В то же время троцкисты критиковали осторожный курс правительства в отношении национализации промышленности. Это привело к разрыву отношений между РРП и официальным руководством БЦР, находившимся под контролем НРД.
К середине 1953 года Лора пришёл к выводу, что революционное движение идёт на спад. В свою очередь, руководство Четвёртого интернационала считало, что существует перспектива революционного подъёма, под влиянием которого НРД будет двигаться влево. В 1954 году РРП разделилась на две фракции. Одна из них — под руководством Лора — вступала против сотрудничества с НРД. Другая фракция, во главе с Уго Гонсалесом Москосо, была настроена менее критически по отношению к НРД, и выступала за сотрудничество с его левым крылом. Фракция Лоры в 1954 году начала издавать газету «Masas», в то время как официальный орган партии газета «Lucha Obrera» контролировалась фракцией Москосо.

### РРП (секция Комитета взаимодействия за реконструкцию Четвёртого интернационала)
Гильермо Лора в 1956 году основал собственную организацию, которая также носила название РРП и издавала газету «Masas» («Массы»). Для различия названий партию Лора именуют РРП — «Массы» — POR (Masas). В её рядах появился ряд молодых рабочих лидеров, включая шахтёров Исаака Камачо и Сесара Лору, младшего брата Гильермо Лоры.
В течение 1950—1970-х годов продолжали работать в БРЦ и ФСТМБ. В те годы сторонники Лора близко работали с лечиновским руководством ФСТМБ. В 1958 году подготовленную членами POR (Masas) резолюцию, озаглавленную «ФСТМБ должна встать во главе боливийского народа», принял очередной съезд шахтёрского профсоюза в Колькири. Резолюция призывала к продолжению революции 1952 года и к союзу с антиимпериалистическими движениями Латинской Америки и всего мира. В 1963 году аналогичную резолюцию принял крестьянский съезд в Катави.
Боливия тогда пережила серию многочисленных и кратковременных военных хунт. Одна из них, под началом генерала правых взглядов Рене Баррьентоса, проводила активные репрессии против рабочего движения, в ходе которых в июле 1965 года арестовала и убила Сесара Лору, а затем — Исаака Камачо.
Во время забастовки в октябре 1970 года, на волне которой к власти пришёл генерал левых взглядов Хосе Торрес, по инициативе РРП была создана коалиция левых организаций под названием Политическое командование. В июне 1971 года оно сформировало Народную ассамблею, призванную стать альтернативной «властью снизу» по аналогии с рабочими Советами русской революции. При Народной ассамблее была учреждена военная комиссия во главе с ветераном РРП Мигелем Аландиа Пантохой.
Пока Народная ассамблея активно функционировала, РРП участвовала в развитии революционного процесса и возглавляла силы, добивавшиеся независимости Ассамблеи от президента Торреса. После его свержения в августе 1971 года и прихода к власти правого генерала Уго Бансера, Лора и другие лидеры РРП были вынуждены отправиться в эмиграцию. Со временем РРП постепенно оправилась от репрессий, к 1981 году её численность достигла 1 тысячи членов.
В 1988 году Лора со своими сторонниками из Аргентины, Боливии и Уругвая учредили Комитет взаимодействия за реконструкцию Четвёртого интернационала (КВРЧИ, исп. Comité de Enlace por la Reconstrución de la IV Internacional). Тогда в его учреждении приняли участие боливийская РРП, аргентинский Организационный комитет за Революционную рабочую партию и уругвайская организация «Революционный социализм». Затем к интернационалу присоединилась Тенденция за революционную рабочую партию, созданная в Бразилии в 1989 году. Этот интернационал прекратил своё существование к концу 1990-х годов. Тем не менее, существующая до сих пор РРП продолжает позиционировать себя в качестве боливийской секции КВРЧИ.

### РРП (секция Воссоединённого Четвёртого интернационала)
В 1963 году большинство членов покинули РРП, и вступили в Левую национально-революционную партию. Эта политическая сила была создана радикально настроенными шахтёрами во главе с Хуаном Лечином, отколовшимися от НРД. РРП во главе с Уго Гонсалесом Москосо продолжало поддерживать официальные связи с Четвёртым интернационалом и обозначалась как РРП — «Борьба» — POR — Combate (по названию официального органа).
Во второй половине 1960-х годов РРП высказывает полную поддержку действиям Че Гевары в Боливии и устанавливает контакты с геваристской Армии национального освобождения. В своей работе «Кубинская революция и её уроки» Гонсалес Москосо, один из первых латиноамериканских теоретиков герильи, писал: «Когда демократические пути заблокированы капиталистической диктатуры, когда обычные методы борьбы встречаются с несгибаемым репрессивным государственным аппаратом, когда применение самых элементарных демократических прав приводит к потере рабочих мест, тюрьмам, ссылкам и концентрационным лагерям, народ, массы и их авангард, не имеют иного выхода, кроме как взять в руки оружие и подготовить восстание». В период 1968—1969 годов партия занималась подготовкой партизанской войны в сельской местности. Члены партии провели ряд собственных партизанских операций в период недолгого правления генерала Альфредо Овандо в 1969—1970 годах.
В 1971 году РРП принимала активное участие в работе Народной ассамблеи — органа, созданного в период президентства Хосе Торреса и включавшего в себя представителей профсоюзных и левых организаций. Партия считала ассамблею органом двоевластия. В мае 1971 года газета РРП «Combate» писала: «Народная Ассамблея не может играть никакой другой роли, кроме как органа двоевластия. То есть, в рамках Ассамблеи не просто должны вестись дискуссии и наблюдение за государственными функциями. Ассамблея должна, как выразитель власти великой массы нашего народа, решить основные вопросы, стоящие перед страной и трудящимися. Народная Ассамблея должна стать рабочим и крестьянским правительством, и мы должны бороться, как внутри, так и вне её, за достижение этой цели».
После свержения в 1971 году генерала Торреса партия Гонсалеса Москосо подверглась жестоким репрессиям, многие её активисты были убиты или арестованы. Тогда партия начинает действовать в подполье, из которого выходит в 1978 году после ухода диктатора Уго Бансера из президентского кресла. Некоторое время она объединяется с рядом идеологически близких сил в Революционный фронт левых. 
Однако на неё, как и на прочих левых, обрушились жесточайшие репрессии во время ультраправой диктатуры Луиса Гарсиа Месы. В 1983 году РРП сливается с организацией под названием «Коммунистический авангард РРП» и формирует Единую революционную рабочую партию (ЕРРП, POR—Unificado, POR-U). ЕРРП начинает выпускать новое периодическое издание — газету «Bandera Socialista» («Социалистическое знамя»). Однако к середине 1990-х годов ЕРРП фактически прекратила своё существование, что было констатировано мировым конгрессом Четвёртого интернационала 1995 года.
После развала ЕРРП частью её активистов была воссоздана РРП и возобновлено издание газеты «Combate». Организация стала официальной боливийской секцией Четвёртого интернационала (под именем POR — Combate). Активисты РРП в основном работают в рамках Боливийского рабочего центра. В течение 2000-х годов РРП принимала участие в различных движениях против неолиберальной политики, — в частности, в период «водяной войны» в Кочабамбе 2000 года и «газовой войны» 2003 годы, — и политических процессах, идущих в Боливии со времени начала президентства Эво Моралеса из Движения к социализму.